# 1061年教宗选举

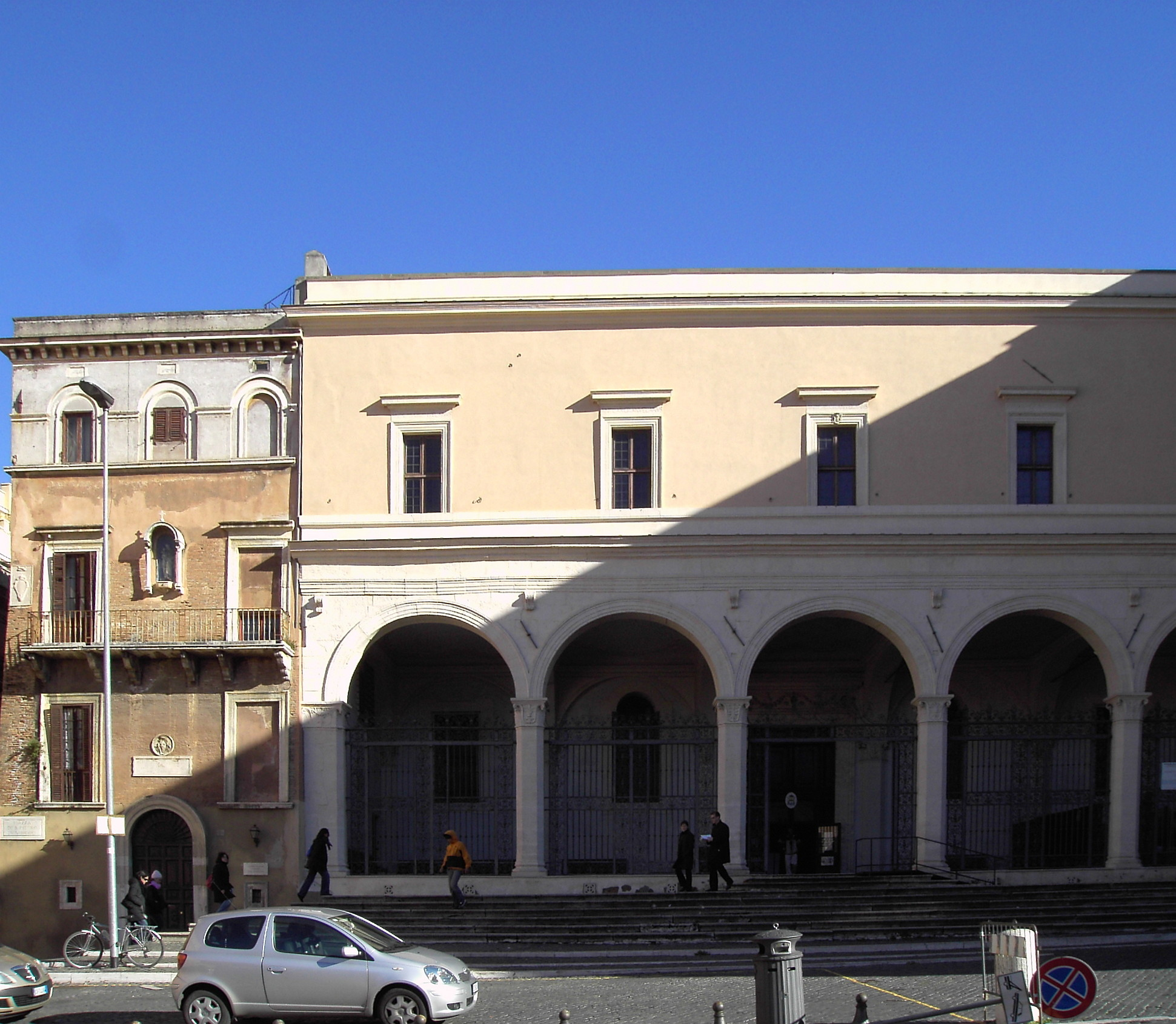
聖伯多祿鎖鏈堂

在尼閣二世去世后，1061年教宗选举于1061年9月30日在罗马聖伯多祿鎖鏈堂举行。根据尼古拉二世的教宗詔書《以上主之名》，主教级枢机是教宗选举的唯一选举人，这在天主教会历史上属首次。一位非枢机和巴塔里亚运动的其中一位发起者安塞爾·莫達·巴喬主教被选为教宗亞历山大二世，而教宗加冕仪式则于1061年10月1日傍晚在圣伯多禄锁链圣殿举行，因为选举的反对者使加冕仪式无法在舊聖伯多祿大殿举行。

## 選舉過程
巴喬主教有他的朋友、教宗詔書《以天主之名》公布的推動者希尔德布兰枢机以及下洛林公爵戈弗雷三世的支持罗贝尔·吉斯卡尔被封为亚普里亚和迦勒比利亚公爵时保護尼古拉二世的诺曼人军队亦有到場以示支持。尽管巴喬主教知名度高且在德国宫廷备受尊重，但是神圣罗马帝国皇帝没有同意進行该选举。
由於对此新进程感到不快，一批罗马贵族以及隆巴德主教在意大利帝国宰相吉伯特带领下找到亨利四世的摄政皇后普瓦圖的阿格尼絲並提名彼得羅·卡達洛主教继承尼各老二世的职位。1061年10月28日，卡達洛主教在一个在巴塞尔召开而没有枢机出席的宗教会议上被选为对立教宗何诺二世。
对立教宗何诺二世前往罗马游行並于1062年4月14日击败亞历山大二世并控制了圣伯多禄大殿及其周围。其後，戈弗雷三世介入，何诺二世与亞历山大二世分别退至帕爾馬和卢卡以等待戈弗雷三世与帝国法院的调解。不過，科隆总主教安诺二世对摄政皇后發動政变。作为摄政，安诺二世于1062年10月召开了奧格斯堡會議（英語：Council of Augsburg）並派出哈尔伯施塔特主教博查德二世作为特使前往罗马。博查德二世撤銷了亞历山大二世的贩卖圣事指控，并將其視为新教宗。
亞历山大二世于1063年将何诺二世绝罚。不過於一场反宗教會議后何诺二世在圣天使城堡重新成為教宗，并於再次逃到帕爾馬前一年对亞历山大二世发动战争。1064年5月31日五旬节當天举行的曼图阿宗教会议（英語：Synod of Mantua）上，與會者同意绝罚何诺二世并宣布亞历山大二世是合法教宗。

## 樞機選舉人
以下為出席這次教宗選舉的樞機選舉人，所有擁有選舉權的樞機都是主教級樞機。
- 波多教區羅馬城郊教區主教若望
- 阿爾巴諾教區羅馬城郊教區主教博尼
- 蒂沃利教區羅馬城郊教區主教若望
- 席爾瓦卡蒂達教區主教亨伯特
- 薩賓娜羅馬城郊教區主教若望
- 蘭寶諾羅馬城郊教區主教伯多祿
- 奧斯蒂亞羅馬城郊教區主教彼得·达米安
- 蘭寶諾教區主教吉爾伯托
- 帕萊斯特里納羅馬城郊教區主教布魯諾
- 格雷戈里
- 加比奧教區主教博尼